# NGC 5391
NGC 5391 је ознака објекта на координатама са ректансцензијом 13h 57m 36,5s и деклинацијом + 46° 19" 26'. Открио га је Луис Свифт, 16. јуна 1884. Каснијим посматрањима на том положају није уочен никакав астрономски објекат.